# 5333 Kanaya
5333 Kanaya eller 1990 UH är en asteroid i huvudbältet som upptäcktes den 18 oktober 1990 av de båda japanska astronomerna Toshimasa Furuta och Makio Akiyama vid Susono-observatoriet. Den är uppkallad efter den japanska staden Kanaya.
Asteroiden har en diameter på ungefär 13 kilometer.